# Campionati del mondo di duathlon long distance del 2007
I Campionati del mondo di duathlon long distance del 2007 si sono tenuti a Richmond (Virginia), Stati Uniti d'America in data 21 ottobre 2007.
La gara maschile è stata vinta dal belga Joerie Vansteelant, mentre quella femminile dalla britannica Catriona Morrison.

## Risultati

### Élite uomini
| Pos. | Atleta                     | Paese       | Corsa    | Bici     | Corsa    | Totale   |
| ---- | -------------------------- | ----------- | -------- | -------- | -------- | -------- |
|      | Joerie Vansteelant         | Belgio      | 00:47:15 | 01:52:15 | 00:26:17 | 03:06:42 |
|      | Javier García              | Spagna      | 00:48:05 | 01:57:53 | 00:26:11 | 03:13:03 |
|      | Koen Maris                 | Belgio      | 00:48:47 | 01:57:12 | 00:26:11 | 03:13:22 |
| 4    | Kenneth Rasmussen          | Danimarca   | 00:49:57 | 01:57:56 | 00:25:52 | 03:14:55 |
| 5    | Aksel Nielsen              | Danimarca   | 00:48:35 | 01:59:26 | 00:26:37 | 03:15:32 |
| 6    | Armand Van der Smissen     | Paesi Bassi | 00:49:06 | 01:58:52 | 00:27:48 | 03:16:43 |
| 7    | Vincent Aldebert           | Francia     | 00:50:49 | 01:56:44 | 00:28:26 | 03:17:20 |
| 8    | Chris Fischer              | Danimarca   | 00:50:47 | 01:57:12 | 00:29:07 | 03:18:18 |
| 9    | Rob Woestenborghs          | Belgio      | 00:48:07 | 01:57:48 | 00:27:24 | 03:18:37 |
| 10   | Oliver Mott                | Regno Unito | 00:50:13 | 02:00:36 | 00:27:04 | 03:19:04 |
| 11   | Simon Billeau              | Francia     | 00:51:30 | 01:56:23 | 00:31:45 | 03:20:43 |
| 12   | Sergey Yakovlev            | Russia      | 00:47:16 | 02:05:54 | 00:27:38 | 03:21:53 |
| 13   | Hans Fischer Mogensen      | Danimarca   | 00:51:08 | 01:59:28 | 00:30:23 | 03:22:10 |
| 14   | Henrik Antonsen            | Danimarca   | 00:52:30 | 02:00:32 | 00:28:32 | 03:22:52 |
| 15   | Alejandro Santamaria Perez | Spagna      | 00:49:05 | 02:06:26 | 00:26:56 | 03:23:23 |
| 16   | David Thompson             | Stati Uniti | 00:50:00 | 02:03:10 | 00:29:52 | 03:24:00 |
| 17   | Matt Moorhouse             | Regno Unito | 00:49:30 | 02:03:46 | 00:30:09 | 03:24:30 |
| 18   | Loic Hélin                 | Belgio      | 00:50:50 | 02:04:41 | 00:28:20 | 03:24:55 |
| 19   | Nereo Del Nero Montes      | Spagna      | 00:53:13 | 02:01:26 | 00:29:22 | 03:25:08 |
| 20   | Dave Brown                 | Regno Unito | 00:51:30 | 02:03:18 | 00:29:39 | 03:25:58 |
| 21   | Laurent Martinou           | Francia     | 00:51:31 | 02:04:26 | 00:30:26 | 03:27:30 |
| 22   | Billy Edwards              | Stati Uniti | 00:51:37 | 02:06:38 | 00:29:01 | 03:28:20 |
| 23   | Wayne Smith                | Regno Unito | 00:50:53 | 02:04:21 | 00:32:42 | 03:29:19 |
| 24   | Todd Wiley                 | Stati Uniti | 00:51:14 | 02:07:31 | 00:29:49 | 03:29:33 |
| 25   | Sebastian Cornette         | Francia     | 00:48:59 | 02:11:14 | 00:32:51 | 03:34:07 |
| 26   | Neil Miller                | Stati Uniti | 00:49:37 | 02:17:27 | 00:31:19 | 03:39:38 |
| 27   | Abdullah Shahrom           | Malaysia    | 00:54:57 | 02:12:49 | 00:31:04 | 03:39:59 |
| 28   | Derek Oskutis              | Stati Uniti | 00:52:04 | 02:16:01 | 00:31:18 | 03:40:34 |
| 29   | Andrej Medved              | Slovenia    | 00:53:14 | 02:19:16 | 00:29:42 | 03:43:13 |
| 30   | Takashi Nakata             | Giappone    | 00:48:35 | 02:19:41 | 00:34:07 | 03:43:35 |
| 31   | Ryan Giuliano              | Stati Uniti | 00:51:47 | 02:22:23 | 00:33:23 | 03:48:58 |
| 32   | Pavel Frelich              | Rep. Ceca   | 00:55:55 | 02:24:53 | 00:30:29 | 03:53:30 |
| 33   | Tomotusgu Hara             | Giappone    | 00:57:26 | 02:23:01 | 00:35:06 | 03:56:42 |
| 34   | Matthew Wilson             | Irlanda     | 00:51:41 | 02:39:17 | 00:29:46 | 04:01:51 |

### Élite donne
| Pos. | Atleta                 | Paese         | Corsa    | Bici     | Corsa    | Totale   |
| ---- | ---------------------- | ------------- | -------- | -------- | -------- | -------- |
|      | Catriona Morrison      | Regno Unito   | 00:53:51 | 02:10:30 | 00:29:18 | 03:34:56 |
|      | Michelle Lee           | Regno Unito   | 00:54:12 | 02:13:44 | 00:30:46 | 03:40:05 |
|      | Yvonne Van Vlerken     | Paesi Bassi   | 00:55:59 | 02:16:47 | 00:29:49 | 03:43:43 |
| 4    | Lucy Smith             | Canada        | 00:54:12 | 02:19:46 | 00:29:56 | 03:45:10 |
| 5    | Ulrike Schwalbe        | Germania      | 00:57:36 | 02:15:06 | 00:31:29 | 03:45:24 |
| 6    | Joan Blaafoss          | Danimarca     | 00:57:32 | 02:19:07 | 00:29:42 | 03:47:36 |
| 7    | Isabelle Ferrer        | Francia       | 00:57:34 | 02:19:01 | 00:29:55 | 03:47:41 |
| 8    | Kathryn Kasischke      | Stati Uniti   | 00:58:06 | 02:18:35 | 00:32:23 | 03:50:19 |
| 9    | Gabriel Hnilkova-Jenks | Stati Uniti   | 00:55:44 | 02:22:27 | 00:30:32 | 03:50:22 |
| 10   | Michelle Parsons       | Regno Unito   | 00:58:07 | 02:19:32 | 00:32:08 | 03:51:13 |
| 11   | Nicole Klingler        | Liechtenstein | 00:59:14 | 02:20:12 | 00:33:30 | 03:54:09 |
| 12   | Deanna Frank           | Stati Uniti   | 00:57:55 | 02:23:10 | 00:31:57 | 03:54:34 |
| 13   | Mariska Kramer-Postma  | Paesi Bassi   | 00:55:58 | 02:27:16 | 00:30:57 | 03:55:28 |
| 14   | Sara Sig               | Danimarca     | 00:59:15 | 02:23:15 | 00:32:54 | 03:56:58 |
| 15   | Heidi Jesberger        | Germania      | 00:59:39 | 02:24:29 | 00:32:23 | 03:57:45 |
| 16   | Fiona Docherty         | Nuova Zelanda | 00:57:13 | 02:29:21 | 00:30:31 | 03:58:25 |
| 17   | Gabriela Loskotova     | Rep. Ceca     | 00:59:00 | 02:24:54 | 00:33:00 | 03:58:31 |
| 18   | Julia Grant            | Nuova Zelanda | 01:00:18 | 02:29:13 | 00:33:50 | 04:04:33 |
| 19   | Rachel Sears Casanta   | Stati Uniti   | 01:05:07 | 02:22:58 | 00:34:49 | 04:04:52 |
| 20   | Christine Knight       | Stati Uniti   | 00:58:22 | 02:37:20 | 00:34:36 | 04:11:49 |